# Fiat 507
La Fiat 507 était une automobile fabriquée par le constructeur italien Fiat entre 1925 et 1926.
Remplaçante de la Fiat 505, elle reprenait la même mécanique portée à 35 ch. Elle est souvent considérée comme la seconde série de la Fiat 505.
Elle fut construite à 3701 exemplaires et sera remplacée par la Fiat 520.

## Fiat 507/F

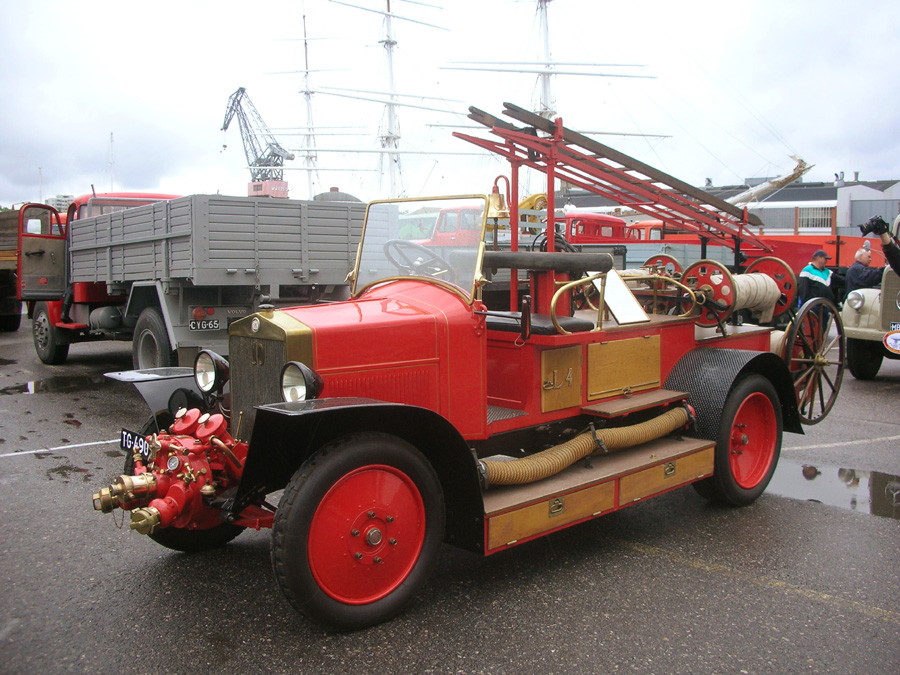
Fiat 507/F de 1928 en version pompiers.

Comme beaucoup de modèles automobiles de l'époque, la Fiat 507 eut un dérivé utilitaire avec le Fiat 507/F.